# والتر لنتاین
والتر لنتاین (انگلیسی: Walter Lentaigne; ۱۵ ژوئیهٔ ۱۸۹۹ – ۲۴ ژوئن ۱۹۵۵) فرد نظامی اهل بریتانیا بود. وی همچنین برندهٔ جوایزی همچون نشان حمام و نشان امپراتوری بریتانیا شده‌است.